# Lijst van gemeenten in Siirt
Onderstaande lijst bevat alle gemeenten (2000) in de Turkse provincie Siirt.
| District | Gemeente   |
| -------- | ---------- |
| Aydınlar | Aydınlar   |
| Baykan   | Atabağı    |
| Baykan   | Baykan     |
| Baykan   | Ziyaret    |
| Eruh     | Eruh       |
| Kurtalan | Gözpınar   |
| Kurtalan | Kayabağlar |
| Kurtalan | Kurtalan   |
| Pervari  | Beğendik   |
| Pervari  | Pervari    |
| Siirt    | Gökçebağ   |
| Siirt    | Siirt      |
| Şirvan   | Şirvan     |